# 부탁 하나만 더 들어줘
"부탁 하나만 더 들어줘"(영어: Another Simple Favor 2)는 2025년 공개된 미국의 블랙 코미디, 범죄 코미디 영화이다. 폴 피그가 감독을 맡았으며, 2018년 영화 《부탁 하나만 들어줘》의 속편이다.